# Arachnis mishma
Arachnis mishma är en fjärilsart som beskrevs av Druce 1897. Arachnis mishma ingår i släktet Arachnis och familjen björnspinnare. Inga underarter finns listade i Catalogue of Life.